# Museo civico archeologico Cesare Cellini
Il Museo Civico Archeologico di Ripatransone porta il nome di Don Cesare Cellini, canonico della Cattedrale e Cavaliere della Corona d'Italia, che lo fondò nel 1877. Esso è uno dei musei archeologici più ricchi e importanti dell'intera regione Marche. Si trova al piano terra nell'edificio del Palazzo Comunale.
Dal 1977 al 1985 venne chiuso per fornire una migliore sistemazione ai reperti archeologici: oggi sono sistemati in ordine cronologico.

## Collezioni

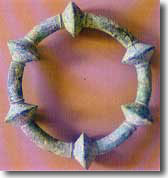
Un'armilla custodita nella sezione picena

I reperti conservati nel museo sono circa 4.000, mentre quelli esposti circa 500. Quasi tutto il materiale proviene dall'area comunale di Ripatransone ed è mostrato in sezioni dedicate a periodi specifici che vanno dalla Preistoria alla civiltà romana.
I primi manufatti che si possono notare all'entrata sono dei materiali litici del Paleolitico. Continuando si possono ammirare reperti datati nell'età del bronzo e successivamente nell'età del ferro; inizia quindi l'ampia sezione riguardante i Piceni: essa custodisce collane, armille (i misteriosi anelloni rinvenuti nelle tombe dei defunti di sesso femminile in Valmenocchia), elmi, poppatoi, buccheroidi (materiale di imitazione etrusca) e una tomba di donna (ricostruita).
I reperti nella sezione romana sono databili tra il I secolo a.C. e il I secolo d.C.: tra questi si segnalano un busto di Venere in marmo, le lucerne, le urne cinerarie, un frammento di affresco pompeiano ed un'urna cineraria monumentale (del I secolo d.C.)  di Aulo Volumnio Platano liberto di Aulo.
Dal 1998 è stata allestita una sezione medievale: tra i pezzi ricordiamo un elegante fonte battesimale con bassorilievi (X-XI secolo), un trittico in pietra, quattro fibule longobarde, lucerne in ferro ed in terracotta.
Proviene dal museo ripano una raccolta di coltelli attualmente custodita nel Museo archeologico nazionale delle Marche di Ancona.